# Magela Zanotta
Magela Adriana Zanotta (Montevideo, 12 de junio de 1972) es una actriz uruguaya radicada en Argentina.

## Televisión
Fuente: 
| Televisión | Televisión                           | Canal      |
| 2024       | Somos                                | YouTube    |
| 2023       | Argentina, tierra de amor y venganza | Canal 13   |
| 2022       | El encargado                         | Star+      |
| 2021       | Entrelazados                         | Disney+    |
| 2016       | Loco por vos                         | Telefe     |
| 2014       | Señores Papis                        | Telefe     |
| 2012       | Maltratadas                          | América TV |
| 2012       | La defensora                         | Canal 7    |
| 2011       | Decisiones de vida                   | Canal 9    |
| 2011       | Tiempo de pensar                     | Canal 7    |
| 2011       | La nada blanca                       | INCAA TV   |
| 2011       | El paraíso                           | Canal 7    |
| 2008       | Vidas robadas                        | Telefe     |
| 2007       | Mujeres asesinas                     | Canal 13   |
| 2006       | Collar de Esmeraldas                 | Canal 13   |
| 2005       | ¿Quién es el jefe?                   | Telefe     |
| 2005       | Hombres de honor                     | Canal 13   |
| 2004       | Culpable de este amor                | Telefe     |
| 2003       | Posdata (miniserie mexicana)         |            |
| 2001       | EnAmorArte                           | Telefe     |
| 1999-2000  | Verano del 98                        |            |
| 1998-1999  | Salvajes                             |            |
| 1998       | Los Fiscales                         |            |
| 1997       | Laura y Zoe                          |            |
| 1996-1997  | Como pan caliente                    | Canal 13   |
| 1995       | Alta comedia                         |            |
| 1995       | Nueve lunas                          |            |
| 1994       | Gerente de familia                   | Canal 13   |
| 1994       | Nueve lunas                          |            |
| 1994       | Quereme                              | Telefe     |
| 1993-1994  | Solo para parejas                    |            |
| 1993       | La casita y el humo                  |            |
| 1993       | Vengo a pedir su mano                |            |
| 1992       | Soy Gina                             |            |
| 1991-1992  | Son de diez                          | Canal 13   |
| 1991       | ¿Dónde estás amor de mi vida...?     | Canal 13   |
| 1991       | Estado civil                         |            |
| 1990       | Conducta humana                      |            |

## Cine
- 2021: Cato, Dir. Peta Rivero y Hornos
- 2020: Corazón loco, Dir. Marcos Carnevale
- 2020: El robo del siglo, Dir. Ariel Winograd
- 2019: No soy tu mami, Dir. Marcos Carnevale
- 2017: Te esperaré, Dir. Alberto Lecchi
- 2009: El corredor nocturno, Dir. Gerardo Herrero
- 2005: Regresados de Nardini y Bernard
- 2004: 18-J:Sorpresa, Dir. Adrián Suar
- 1999: El mismo amor, la misma lluvia, Dir. Juan José Campanella
- 1992: El caso María Soledad, Dir. Héctor Olivera
- 1991: La peste, Dir. Luis Puenzo
- 1983: Evita, quien quiera oír que oiga, Dir. Eduardo Mignogna

## Teatro
- 2018 Perfectos desconocidos de Paolo Genovese / Dir. Guillermo Francella / Teatro Metropolitan Sura.[3]
- 2016 El Sentido de la Vida de Patricia Suárez / Adaptación de “Ivánov”, de Antón Chéjov / Dir: M. Moncarz / Teatro Regina.
- 2016 El Padre de Florian Zeller / Dir: Daniel Veronese / Teatro Multiteatro.
- 2014 Sacco y Vanzetti de Mauricio Kartun / Dir: Mariano Dossena / Teatro Nacional Cervantes.
- 2012 Lo que vio el mayordomo de Joe Orton / Dir: Carlos Rivas / Teatro Lola Membrives.
- 2011 Idéntico (Monólogos Teatro x la identidad) / Dir: Daniel Veronese / Coord. Autoral: M. Kartún / Teatro Metropolitan.
- 2010 Vestuario de mujeres de Javier Daulte (Comedia dramática) / Espacio Callejón.
- 2009 La forma de las cosas de Neil LaBute (Comedia Dramática) / Dir.: Daniel Veronese / Multiteatro.
- 2009 A propósito de la duda - Ciclo Teatro por la identidad (Drama) / Dir: Fanego- Halvorsen / Teatro Nacional Cervantes.
- 2006 La duda de John Patrick Shanley (Drama)/ Dir.: Carlos Rivas / Teatro Liceo.
- 2005 Guachos de Carlos Pais  (Comedia Dramática)/ Dir.: Manuel Iedvabny. Teatro San Martín.
- 2003 Vino de ciruela de Arístides Vargas (Comedia Dramática) / Dir.: Manuel González Gil y Rubén Pires / Teatro Broadway.
- 2002 Pintura fresca de Beatriz Mosquera (Drama) / Dir.: Patricia Palmer / Teatro del Ángel.
- 2002 Vidas privadas de Noel Coward (Comedia) / Ciclo Teatro a la Hora de los Postres - Teatro delivery.
- 2002 El cielo dentro de casa de Alfonso Paso (Comedia) / Dir.: Magela Zanotta /  Ciclo Teatro a la Hora de los Postres.
- 2002 Dame el tenedor de Patricia Zangaro (Monólogo) / Dir.: Fanego - Levin - Rivera López / Centro Cultural Recoleta.
- 2001 Según Zicka de Magela Zanotta (Drama) / Dir.: Magela Zanotta / Teatro del Nudo - Teatro Auditorium Mar del Plata - Teatro Comedia La Plata - Complejo La Plaza Espacio Colette.
- 2000 Soledad para cuatro de Ricardo Halac (Drama) / Dir.: Manuel Iedvabni / Teatro Nacional Cervantes.
- 1989 Dime cómo juegas y te diré quién eres de Inés González y Grupo Buena Yunta (Musical-Humor) / Dir.: G. Bonamino / Club del Vino - Teatro Liberarte.
- 1997 El Show de la Piojita Rita de Silvia Dotta (Musical Infantil) / Dir.: Andrés Básalo / Teatro Auditorium San Isidro.
- 1995 La noche de la iguana de Tennessee Williams (Drama) / Dir.: Carlos Rivas / Teatro Ateneo.
- 1990 El viaje de Pedro de August Strindberg (Drama) / Dir.: L. Laphitz / Galpón del Sur.
- 1988 Quién ha visto pasar al león / Dir.: Patricia Palmer (Musical Infantil) / Auditorio Asociación.

## Premios
- 2006 Premio Clarín | Premio Actriz Revelación en Teatro por La duda de John Patrick Shanley (Drama).
- 2002 Premio Estrella de Mar | Primer premio por Según Zicka de Magela Zanotta (Drama).
- 2001 Festival Nacional de Teatro Independiente | Primer Premio por Según Zicka de Magela Zanotta (Drama).

## Nominaciones
- 2009 Premio ACE | Nominación Mejor Actriz de Reparto Comedia por La forma de las cosas de Neil LaBute (Comedia Dramática).
- 2006 Premio ACE | Nominación Mejor Actriz de Reparto Drama por La duda de John Patrick Shanley (Drama)
- 2003 Premio Florencio Sánchez |  Nominación Revelación en Teatro por Vino de ciruela de Arístides Vargas (Comedia Dramática).
- 2003 Premio María Guerrero | Mención Estímulo por Vino de ciruela de Arístides Vargas (Comedia Dramática).
- 2003 Premio ACE | Nominación Mejor Actriz de Reparto Comedia Dramática por Vino de ciruela de Arístides Vargas (Comedia Dramática).
- 2003 Premio Clarín | Nominación Actriz Revelación en Teatro por Vino de ciruela de Arístides Vargas (Comedia Dramática).
- 2002 Premio Estrella de Mar | Tres nominaciones por Según Zicka de Magela Zanotta (Drama).
- 2002 Premio José María Vilches | Mención Especial por Según Zicka de Magela Zanotta (Drama).
- 2000 Premio ACE | Nominación Revelación Femenina por Soledad para cuatro de Ricardo Halac (Drama).